# Prażonki
Uzasadnienie: To jest ta sama potrawa.
Pieczonki lub Prażonki – potrawa pochodząca z regionu współczesnych gmin Zawiercie oraz Myszków. W mieszczącej się tam Porębie co roku organizowany jest „Światowy Festiwal Prażonek” Potrawa ta jest nieodłącznym elementem tradycyjnej kuchni lokalnej szczególnie częstej w okresie wiosenno-jesiennym, jednak niemal niespotykana w gastronomii z uwagi na czas wymagany do przygotowania jej na świeżo. 
Historycznie podstawą potrawy są rdzenne składniki uprawiane w okolicy oraz produkowane mięsa: ziemniaki (krojone w plastry lub kostkę) duszone w żeliwnym kotle z dodatkami zależnymi od lokalnych tradycji: smalcem, cebulą, kiełbasą, boczkiem, burakami.
Początkowo kamienny lub żeliwny kocioł przykrywany był wyciętą darniną ziemistą stroną do góry w celu utrzymania ciśnienia oraz ochrony przed dostaniem wznoszącego się popiołu do potrawy. Obecnie bardziej z uwagi na tradycję pieczonki przykrywane są pojedynczym liściem kapusty, lub papierkiem po smalcu, które to następnie dociska się ściśle i szczelnie żeliwną pokrywką, często dodatkowo dokręcaną na dwie śruby, aby utrzymać wysokie ciśnienie.
Przed pieczeniem doprawiane są obficie solą i pieprzem, a po przyrządzeniu podawane z kefirem lub maślanką oraz mizerią, bądź inną surówką ze świeżych warzyw w danej porze roku. 
Klasycznie przygotowywane na ognisku w żeliwnym kociołku (z dokręcaną pokrywką). Współcześnie istnieją też garnki żeliwne z wykończeniem ceramicznym bądź emaliowanym w środku oraz rzadziej spotykane wykonane z aluminium.